# برنقوس خشن
البرنقوس الخشن (باللاتينية: Prangos asperula) نوع نباتي ينتمي إلى جنس البرنقوس من الفصيلة الخيمية.

## الموئل والانتشار
موطن هذا النوع بلاد الشام.

## مرادفات للاسم العلمي
- (باللاتينية: Cachrys asperula (Boiss.) Herrnst. & Heyn)
- (باللاتينية: Ferulago aurantiaca Post)